# 呼和浩特民族学院
呼和浩特民族学院，简称呼和民院，是中华人民共和国的一所全日制本科公办省属普通高等学校，位于内蒙古自治区呼和浩特市新城区。

## 历史沿革
1953年，内蒙古蒙文专科学校成立。1955年，呼和浩特第二师范学校创建，和内蒙古蒙文专科学校合署办公。1957年，内蒙古蒙文专科学校和呼和浩特第二师范学校分开办学。1958年，内蒙古蒙文专科学校中专部（原呼和浩特第二师范学校）改建为呼和浩特第二师范学校；1960年，更名为内蒙古教师进修学校。1962年，内蒙古教师进修学校并入内蒙古蒙文专科学校。1981年。内蒙古蒙文专科学校中专部（原内蒙古教师进修学校）改建为内蒙古民族师范学校。2000年，内蒙古蒙文专科学校和内蒙古民族师范学校合并为内蒙古民族高等专科学校；2009年，升格为呼和浩特民族学院。

## 院系设置
学校设有17个二级学院，开设42个本科专业、6个专科专业，涵盖教育学、理学、工学、法学、文学、艺术学、经济学、管理学等8个学科门类。
- 蒙古学学院（翻译学院、翻译研究中心）
- 文学院
- 外国语学院
- 新闻传媒学院
- 学前教育学院
- 基础教育学院
- 音乐学院
- 体育学院
- 美术学院
- 公共管理学院
- 经济管理学院
- 法学院
- 数学科学学院
- 计算机科学学院
- 化学与环境学院
- 马克思主义学院
- 民族学学院（铸牢中华民族共同体意识研究中心）[5]